# Benjamin Jeannot
Benjamin Jeannot (Laxou, 22 gennaio 1992) è un ex calciatore francese, di ruolo attaccante.

## Carriera
Il 1º luglio 2014 passa a titolo definitivo al Lorient, squadra militante in Ligue 1, lasciando il Nancy.